# Udo Ulfkotte
Udo Ulfkotte  est un journaliste, essayiste et romancier allemand, né le 20 janvier 1960 à Lippstadt en Rhénanie-du-Nord-Westphalie et mort le 13 janvier 2017.

## Biographie
Udo Ulfkotte a étudié le droit à l'université Albert Ludwig et à l'université de Londres. Il a été le conseiller du gouvernement Helmut Kohl. Entre 1986 et 1998, Ulfkotte a vécu en Iraq, en Iran, en Afghanistan, en Arabie saoudite, en Oman, aux Émirats arabes unis, en Égypte et en Jordanie,.
Il est un ancien correspondant du Frankfurter Allgemeine Zeitung. 
Udo Ulfkotte est membre du German Marshall Fund et a fait partie de la Fondation Konrad Adenauer de 1999 à 2003. Il a gagné le prix civique de la Fondation Annette Barthelt en 2003. 
Udo Ulfkotte a publié un magazine nommé Whistleblower qui traite de sujets non couverts par les médias allemands.
En 2014, il affirme sur Russia Today qu'il travaillait à la fois pour le Frankfurter Allgemeine Zeitung et pour la CIA, faisant de la propagande pour les États-Unis et l'Union Européenne.
Vers 2015, ses ouvrages créent un débat selon lequel les États-Unis influenceraient la politique allemande grâce à des think-tanks et des fondations,.
Ulfkotte est mort d'une crise cardiaque le 13 janvier 2017,.

## Thèses
Dans son livre La guerre de l'ombre, la vraie puissance des services secrets, il donne les détails des opérations de deux unités du Mossad israélien : le Metsada, spécialisé dans le sabotage, incluant attaques terroristes et assassinats commis sous de « fausses bannières », et le LAP (Lohamah Psichlogit) qui œuvrerait dans la guerre psychologique. Il y soutient que l'empreinte du renseignement israélien serait retrouvée dans certains événements, parmi lesquels les émeutes de 2005 dans les banlieues françaises, y voyant un lien avec la candidature de Nicolas Sarkozy à l'élection présidentielle française de 2007 et une possible manipulation de l'opinion publique durant la campagne présidentielle française de 2007,.

## Œuvres
Essais
- (de) Verschlußsache BND, Koehler und Amelang, Munich, Berlin 1997,  (ISBN 3733802144); édition brochée mise à jour, Heyne, Munich 1998,  (ISBN 3453141431).
- (de) Marktplatz der Diebe. Wie die Wirtschaftsspionage deutsche Unternehmen ausplündert und ruiniert, Bertelsmann, Munich 1999,  (ISBN 3570001989).
- (de) Wirtschaftsspionage, Goldmann, Munich 2001,  (ISBN 3442151252).
- (de) So lügen Journalisten. Der Kampf um Quoten und Auflagen, Bertelsmann, Munich 2001,  (ISBN 3570001997).
- (de) Propheten des Terrors. Das geheime Netzwerk der Islamisten, Wilhelm Goldmann Verlag, Munich 2001,  (ISBN 3442151961).
- (de) Der Krieg in unseren Städten. Wie radikale Islamisten Deutschland unterwandern, Eichborn, Francfort-sur-le-Main 2003,  (ISBN 3821839783); nouvelle édition actualisée, Fischer-Taschenbuch-Verlag, Francfort-sur-le-Main 2004,  (ISBN 3596163404).
- (de) Grenzenlos kriminell. Die Risiken der EU-Osterweiterung. Was Politiker verschweigen, Bertelsmann, Munich 2004,  (ISBN 3570002004).
- (de) Der Krieg im Dunkeln. Die wahre Macht der Geheimdienste, Eichborn, Francfort-sur-le-Main 2006,  (ISBN 3821855789).
- (de) Heiliger Krieg in Europa. Wie die radikale Muslimbruderschaft unsere Gesellschaft bedroht, Eichborn, Francfort-sur-le-Main 2007,  (ISBN 3821855770).
- (de) SOS Abendland. Die schleichende Islamisierung Europas, Kopp Verlag, Rottenburg am Neckar 2008,  (ISBN 9783938516720)
- (de) Der Krieg im Dunkeln. Die wahre Macht der Geheimdienste, Wilhelm Heyne Verlag, Munich (édition mise à jour 2008);  (ISBN 978-3-453-60069-0)
- (de) Vorsicht Bürgerkrieg! Was lange gärt, wird endlich Wut, Kopp Verlag, Rottenburg am Neckar 2009,  (ISBN 3938516941),  (ISBN 978-3938516942)
- (de) avec Gerhard Spannbauer et Michael Grandt : Europa vor dem Crash: was Sie jetzt wissen müssen, um sich und Ihre Familie zu schützen., Kopp Verlag, 2011
- (de) Gekaufte Journalisten — Wie Politiker, Geheimdienste und Hochfinanz Deutschlands Massenmedien lenken, Rottenburg am Neckar, Kopp Verlag, 2014.

Roman
- (de) Gencode J.. Eichborn, Francfort-sur-le-Main 2001,  (ISBN 3821808608).